# 吉田明彦
吉田明彦（1967年2月15日—）是日本遊戲美術設計師。吉田于1995年加入当时尚未和艾尼克斯合并的史克威尔。他以为最终幻想系列创作而知名。随后，他于2013年9月离开史克威尔艾尼克斯，成为自由职业者。2014年10月，他成为Cygames旗下子公司CyDesignation之董事。他曾和游戏设计师松野泰己频繁合作。

## 传记

### 风格与工艺
吉田于1995年加入史克威尔，他尝试为每个接手的项目使用不同风格的图形设计。他和王国之心系列角色设计师野村哲也使用的色彩形成了对照，并保持角色和游戏世界的色彩始终如一。

### 皇家骑士团
吉田在首部《皇家骑士团》中首次同时使用了铅笔刻蚀和CG着色。吉田认为，游戏的色调和风格应该是“理想的”艺术风格，也就是在他的舒适范围之内。原版游戏的塔罗牌插画由dot graphics完成，其只使用了有限的显色指数。在PlayStation Portable重制版中，一些职员想沿用原版的插画，但吉田要求使用更细致更颜色丰富的重绘插画，来替代可能或必需的原版。

### 最终幻想XII
《最终幻想XII》的梵最初设计为“粗狂”“强健”形角色，但之后出于游戏受众分布考虑，将其修改的更为年轻纤瘦。在演员动作捕捉和配音演员武田航平部分完成后，角色设计将女子气较原设计修改的略少。吉田打算创作之前最终幻想角色都有所不同的角色。他还称，角色体现了日本受众之所需，但他尝试将角色到设计人人都喜欢。
除了参与游戏制作外，吉田还为编剧岡田麿里2018年的导演处女作设计了原创角色。

## 评价
Kotaku称其为“极为出色”的艺术家，而IGN则称他的作品《放浪冒险谭》和《最终幻想XII》“杰出”与“优雅”。

## 作品
| 游戏                                | 发行年份 | 平台                 | 职务                   |
| ----------------------------------- | -------- | -------------------- | ---------------------- |
| Zeliard                             | 1987年   | PC-88                | 图形设计               |
| 法利亚 封印之剑                     | 1989年   | FC游戏机             | 图形设计               |
| 武藏的冒险                          | 1991年   | FC游戏机             | 图形设计               |
| 皇家騎士團：傳說的奧迦戰爭          | 1993年   | 超级任天堂           | 角色设计、塔罗牌设计   |
| 皇家騎士團2：榮光的頌歌             | 1995年   | 超级任天堂           | 背景画面总监、角色设计 |
| 最终幻想战略版                      | 1997年   | PlayStation          | 背景画面总监、角色设计 |
| 放浪冒险谭                          | 2000年   | PlayStation          | 背景画面总监、角色设计 |
| Wild Card                           | 2001年   | WonderSwan           | 角色设计、卡牌设计     |
| 最终幻想战略版Advance               | 2003年   | Game Boy Advance     | 艺术监督、追加插画     |
| 最终幻想XII                         | 2006年   | PlayStation 2        | 背景画面总监、角色设计 |
| 最终幻想III                         | 2006年   | 任天堂DS             | 角色设计               |
| 最终幻想战略版 狮子战争             | 2007年   | PlayStation Portable | 背景画面总监、角色设计 |
| 最终幻想战略版A2 封穴的魔法书       | 2007年   | 任天堂DS             | 艺术总监、追加插画     |
| 最終幻想XII 國際版 黃道十二星座系統 | 2007年   | PlayStation 2        | 背景画面总监、角色设计 |
| 光之4战士 最终幻想外传              | 2009年   | 任天堂DS             | 角色设计               |
| 最终幻想XIV                         | 2010年   | PlayStation 3、PC    | 艺术总监、主角色设计   |
| 皇家騎士團2：命運之輪               | 2010年   | PlayStation Portable | 角色设计               |
| 最終幻想 紛爭012                    | 2011年   | PlayStation Portable | 特别感谢               |
| 勇氣默示錄：飛舞的妖精              | 2012年   | 任天堂3DS            | 主角色设计             |
| 勇氣默示錄：祈禱之刃                | 2012年   | PC                   | 主角色设计             |
| 最终幻想XIV：重生之境               | 2013年   | PlayStation 3、PC    | 主艺术家、主角色设计   |
| 勇气默示录2 终结次元                | 2015年   | 任天堂3DS            | 主角色设计             |
| 小小诺亚                            | 2015年   | Android iOS          | 主角色设计             |
| 尼爾：自動人形                      | 2017年   | PlayStation 4、PC    | 美術家                 |